# Crossostephium
Crossostephium es un género de plantas pertenecientes a la familia Asteraceae. Comprende 8 especies descritas y solo tres aceptadas. Son originarias de China.

## Taxonomía
El género fue descrito por Christian Friedrich Lessing y publicado en  Linnaea 6: 220. 1831.

## Especies aceptadas
A continuación se brinda un listado de las especies del género Crossostephium aceptadas hasta junio de 2012, ordenadas alfabéticamente. Para cada una se indica el nombre binomial seguido del autor, abreviado según las convenciones y usos:
- Crossostephium artemisioides Less.
- Crossostephium chinense (A.Gray ex L.) Makino
- Crossostephium foliosa (Nutt.) Rydb.